# Francisco Sabaté Llopart
Francisco Sabaté Llopart (30. března 1915 L'Hospitalet de Llobregat, Katalánsko, Španělsko – 5. ledna 1960 Sant Celoni, Španělsko), též známý jako "El Quico" byl katalánský anarchista zapojený do odporu proti nacionalistickému režimu Francisca Franca.

## Životopis
Ve věku 10 let, Sabaté opustil církevní školy a v 17 letech se přidal k anarchistické akční skupině "Los Novatos" (Začátečníci), která byla součástí Iberské anarchistické federace, také známé jako CNT-FAI, díky svým vazbám na Národní konfederaci práce (CNT). Skupina byla zapojená do povstání proti vládě Druhé španělské republiky na konci roku 1933 a bojovala proti armádnímu převratu na začátku Španělské občanské války v červenci 1936. V roce 1935 Sabaté odmítl vstoupit do armády, čímž začal jeho život mimo zákon. V ten samý rok Los Novatos podnikla první expropriaci, k získání peněz pro vytvoření skupiny vězeňských utečenců.
Během občanské války Sabaté bojoval na Aragonské frontě s "Hlídkou mladých orlů". Tato jednotka byla později nuceně přiřazena stalinistickému komisaři, který zničil její svobodnou iniciativu. Sabaté a dva další soudruzi ho proto zastřelili a utekli do Barcelony, kde bylo možné v rámci FAI provádět mnoho akcí proti stalinistickým autoritám. Nakonec byl Sabaté zatčen, ale s pomocí jeho ženy a několika dalších soudruhů, zorganizoval útěk z vězení. Když válka, skončila, byl v 216. Durrutiho divizi, která překročila francouzskou hranici. Ve Francii, během 2. světové války strávil svůj čas v koncentračních táborech a bojoval s Maquis (guerrilová skupina) proti Vichistickému režimu. 

Po konci války se Sabaté vrátil do Španělska a pokračoval v povstaleckých aktivitách proti Frankistickému Španělsku. Jeho první akce byla osvobození tří anarchistů z policejní vazby. Podílel se také na vykrádání bank nebo bohatých obchodníků. Získané peníze pak sloužily výhradně k financování anarchistických aktivit. Zabil také několik falangistů a členů civilní gardy. Po tom, co neúspěšně spáchal atentát na policejního komisaře (zasáhl špatné auto), odletěl El Quico zpět do Francie, ale byl zatčen a uvězněn na 6 let. V té době byl režimem často popisován jako "veřejný nepřítel číslo 1". V roce 1960, ve věku 45 let, byl zabit katalánskou polovojenskou organizací Somaten, převážně složené z frankistikých fašistů a členů civilní gardy.